# Liberty (Indiana)
Liberty és una població dels Estats Units a l'estat d'Indiana. Segons el cens del 2000 tenia 2.061 habitants.

## Demografia
Segons el cens del 2000, Liberty tenia 2.061 habitants, 858 habitatges, i 548 famílies. La densitat de població era de 914,7 habitants/km².
Dels 858 habitatges en un 30,8% hi vivien nens de menys de 18 anys, en un 48,8% hi vivien parelles casades, en un 12% dones solteres, i en un 36,1% no eren unitats familiars. En el 32,3% dels habitatges hi vivien persones soles el 17,7% de les quals corresponia a persones de 65 anys o més que vivien soles. El nombre mitjà de persones vivint en cada habitatge era de 2,33 i el nombre mitjà de persones que vivien en cada família era de 2,94.
Per edats la població es repartia de la següent manera: un 24,7% tenia menys de 18 anys, un 9,5% entre 18 i 24, un 26,2% entre 25 i 44, un 20,4% de 45 a 60 i un 19,2% 65 anys o més.
L'edat mediana era de 37 anys. Per cada 100 dones de 18 o més anys hi havia 79,3 homes.
La renda mediana per habitatge era de 30.296 $ i la renda mediana per família de 35.817 $. Els homes tenien una renda mediana de 31.038 $ mentre que les dones 20.430 $. La renda per capita de la població era de 15.440 $. Entorn del 8,2% de les famílies i l'11% de la població estaven per davall del llindar de pobresa.

## Poblacions més properes
El següent diagrama mostra les poblacions més properes.